# Soembahoningvogel
De soembahoningvogel (Dicaeum wilhelminae) is een zangvogel uit de familie Dicaeidae (bastaardhoningvogels). 

## Taxonomie
De vogel werd in 1892 door de Nederlands/Zwitserse dierkundige Johann Büttikofer geldig beschreven. Hij vernoemde de soort  naar koningin Wilhelmina nadat zij als jeugdige vorstin het museum had bezocht. Dit taxon werd lange tijd beschouwd als een ondersoort van de Javaanse honingvogel. Uit onderzoek gepubliceerd in 2019 bleek dat de status als aparte soort (wederom) verdedigbaar is.

## Herkenning
De vogel is ongeveer 9 centimeter lang. Bij het volwassen mannetje zijn de kop, rug, vleugels en staartveren staalblauw. De buik en borst zijn overwegend lichtgrijs met op de keel en borst een rode vlek en een verticale streep over de buik en borst. Het vrouwtje is grijs gekleurd, van boven iets donkerder dan van onder. Kenmerkend bij haar is een rode vlek op de stuit.

## Verspreiding en leefgebied
De soort komt alleen voor op het eiland  Sumba. De leefgebieden liggen in natuurlijk tropisch bos op hoogten tussen de 0 en 600 meter boven zeeniveau.